# Liste der denkmalgeschützten Objekte in Leoben
Die Liste der denkmalgeschützten Objekte in Leoben enthält die 142 denkmalgeschützten, unbeweglichen Objekte der Gemeinde Leoben im steirischen Bezirk Leoben.

## Denkmäler
| Foto  |                 | Denkmal | Standort | Beschreibung | Metadaten |
| ----- | --------------- | --- | --- | --- | --- |
| ja    | Datei hochladen | Walpurgiskapelle HERIS-ID: 73241 Objekt-ID: 86528                                                                  | neben Kärntner Straße 340 Standort KG: Donawitz                                                             | | BDA-Hist.: Q38132246 Status: Bescheid Stand der BDA-Liste: 2025-06-30 Name: Walpurgiskapelle GstNr.: 640/3 |
| ja    | Datei hochladen | Pestalozzischule HERIS-ID: 73175 Objekt-ID: 86461                                                                  | Kerpelystraße 13 Standort KG: Donawitz                                                                      | Das Schulgebäude wurde von 1921 bis 1927 errichtet und beherbergt seit Anbeginn eine Hauptschule, heute die sog. Europa Hauptschule Leoben. Vom leicht erhöhten Mittelrisaliten gehen schräg zwei Flügel weg. | BDA-Hist.: Q1375211 Status: § 2a Stand der BDA-Liste: 2025-06-30 Name: Pestalozzischule GstNr.: .40/3 Pestalozzischule, Leoben |
| ja    | Datei hochladen | Stadtwerke, ehem. Kinderheim HERIS-ID: 73176 Objekt-ID: 86462                                                      | Kerpelystraße 21 Standort KG: Donawitz                                                                      | Das ehemalige Kinderheim und nunmehrige Amtsgebäude wurde 1913 von Titus Thunhart erbaut. | BDA-Hist.: Q38132118 Status: § 2a Stand der BDA-Liste: 2025-06-30 Name: Stadtwerke, ehem. Kinderheim GstNr.: 88/1 Kerpelystraße 21, Leoben |
| ja    | Datei hochladen | Aufbahrungshalle HERIS-ID: 73224 Objekt-ID: 86511                                                                  | Kerpelystraße 33 Standort KG: Donawitz                                                                      | | BDA-Hist.: Q38132220 Status: § 2a Stand der BDA-Liste: 2025-06-30 Name: Aufbahrungshalle GstNr.: 71/2 Aufbahrungshalle Donawitz |
| ja    | Datei hochladen | Volksschule Donawitz HERIS-ID: 73194 Objekt-ID: 86481                                                              | Lorberaustraße 9 Standort KG: Donawitz                                                                      | | BDA-Hist.: Q38132145 Status: § 2a Stand der BDA-Liste: 2025-06-30 Name: Volksschule Donawitz GstNr.: .174, .215 Volksschule Donawitz |
| ja    | Datei hochladen | Kath. Pfarrkirche hl. Josef, Mesnerhaus und Pfarrhof, Donawitz HERIS-ID: 73174 Objekt-ID: 86460                    | Lorberaustraße 14a Standort KG: Donawitz                                                                    | Die Kirche wurde von 1952 bis 1954 nach Plänen der Architekten Karl Lebwohl und Kurt Weber-Mzell gebaut. Auffällige Elemente sind der westwerkartige Fassadenturm und die parabelförmigen Stahlbinder, die innen wie Gewölberippen und außen wie Dienste wirken. | BDA-Hist.: Q38132098 Status: § 2a Stand der BDA-Liste: 2025-06-30 Name: Kath. Pfarrkirche hl. Josef, Mesnerhaus und Pfarrhof, Donawitz GstNr.: 71/23 Pfarrkirche Donawitz                                                                                                  |
| ja    | Datei hochladen | Wohnhaus HERIS-ID: 30388 Objekt-ID: 27132                                                                          | Lorberaustraße 16 Standort KG: Donawitz                                                                     | Das Beamtenwohnhaus der Alpine-Montangesellschaft wurde 1912/13 von Victor Forabosco erbaut. | BDA-Hist.: Q37933201 Status: Bescheid Stand der BDA-Liste: 2025-06-30 Name: Wohnhaus GstNr.: .293 Lorberaustraße 16, Leoben |
| ja    | Datei hochladen | Wohnhaus HERIS-ID: 30389 Objekt-ID: 27133                                                                          | Lorberaustraße 18 Standort KG: Donawitz                                                                     | Das Beamtenwohnhaus der Alpine-Montangesellschaft wurde 1912/13 von Victor Forabosco erbaut. | BDA-Hist.: Q37933221 Status: Bescheid Stand der BDA-Liste: 2025-06-30 Name: Wohnhaus GstNr.: .292 Lorberaustraße 18, Leoben |
| ja    | Datei hochladen | Lorberauschlössl HERIS-ID: 73238 Objekt-ID: 86525seit 2021                                                         | Lorberaustraße 21 Standort KG: Donawitz                                                                     | Der Bau stammt aus dem 17. Jahrhundert von Lorenz Lauriga (geadelt von Lorberau) und wurde 1666 umgebaut. Es ist ein dreigeschoßiger Bau mit zwei kleinen Türmchen an den Ecken. | BDA-Hist.: Q1433473 Status: Bescheid Stand der BDA-Liste: 2025-06-30 Name: Lorberauschlössl GstNr.: 38/2 |
| ja    | Datei hochladen | Werk Donawitz, ehem. Gießerei (D) HERIS-ID: 73046 Objekt-ID: 86330seit 2016                                        | Lorberaustraße 31 Standort KG: Donawitz                                                                     | → Hauptartikel : Hüttenwerk Donawitz f1 | BDA-Hist.: Q55216185 Status: Bescheid Stand der BDA-Liste: 2025-06-30 Name: Werk Donawitz, ehem. Gießerei (D) GstNr.: .259/2 Gießerei Donawitz |
| ja    | Datei hochladen | Kriegerdenkmal HERIS-ID: 73183 Objekt-ID: 86469                                                                    | Pestalozzistraße Standort KG: Donawitz                                                                      | Das Mahnmal „Mensch verdamme den Krieg“ aus dem Jahre 1932 wurde von Fritz Wotruba für die Opfer des 1. Weltkrieges gestaltet. Diese als „Anti-Kriegsdenkmal“ konzipierte Stele ist in ihrer Art in der österreichischen Gedenklandschaft eher eine Ausnahme. | BDA-Hist.: Q38132129 Status: § 2a Stand der BDA-Liste: 2025-06-30 Name: Kriegerdenkmal GstNr.: 60/13 Anti-war monument by Wotruba, Leoben |
| ja    | Datei hochladen | Ehem. Werkshotel HERIS-ID: 45820 Objekt-ID: 47274                                                                  | Pestalozzistraße 92 Standort KG: Donawitz                                                                   | Das der Architektur eines Schlössls entsprechende ehemalige Hotel wurde 1911/12 von Victor Forabosco erbaut. | BDA-Hist.: Q38017672 Status: Bescheid Stand der BDA-Liste: 2025-06-30 Name: Ehem. Werkshotel GstNr.: .294 Pestalozzistraße 92, Leoben |
| ja    | Datei hochladen | Werk Donawitz, ehem. Feinwalzwerk (B) HERIS-ID: 73041 Objekt-ID: 86325seit 2016                                    | Lorberaustraße 31, neben Standort KG: Donawitz                                                              | → Hauptartikel : Hüttenwerk Donawitz f1 | BDA-Hist.: Q55216184 Status: Bescheid Stand der BDA-Liste: 2025-06-30 Name: Werk Donawitz, ehem. Feinwalzwerk (B) GstNr.: .259/1 Feinwalzwerk Donawitz |
| BW    | Datei hochladen | Römerzeitliche Felsinschriften bei der Schmutzenwand HERIS-ID: 244329seit 2022                                     | Standort KG: Donawitz                                                                                       | Anmerkung: Koordinaten ungefähr | BDA-Hist.: Q112944057 Status: Bescheid Stand der BDA-Liste: 2025-06-30 Name: Römerzeitliche Felsinschriften bei der Schmutzenwand GstNr.: 279, 288 |
| ja    | Datei hochladen | Kalvarienbergkapelle und Bildstöcke HERIS-ID: 73003 Objekt-ID: 86285                                               | Gösser Straße Standort KG: Göß                                                                              | Die neoklassizistische Kapelle wurde 1843–1845 erbaut, die dazugehörigen zwölf Bildstöcke wurden 1842 von der Pfarre Göss gestiftet. | BDA-Hist.: Q1722753 Status: § 2a Stand der BDA-Liste: 2025-06-30 Name: Kalvarienbergkapelle und Bildstöcke GstNr.: .29/1, 221/1 Kalvarienberg, Leoben |
| ja    | Datei hochladen | Kapelle hl. Johannes Nepomuk HERIS-ID: 37290 Objekt-ID: 36385                                                      | Gösser Straße 40, nördlich Standort KG: Göß                                                                 | Die Johann-Nepomuk-Kapelle wurde 1730 errichtet und 1769 erneuert. Die Kapelle hat einen Vorbau auf Pfeilern und einen Giebel sowie ein Schmiedeeisengitter. Innen eine Statue des Heiligen. | BDA-Hist.: Q37974827 Status: Bescheid Stand der BDA-Liste: 2025-06-30 Name: Kapelle hl. Johannes Nepumuk GstNr.: .24 |
| ja    | Datei hochladen | Sog. Lambertikirche HERIS-ID: 37291 Objekt-ID: 36386                                                               | Gösser Straße 28 Standort KG: Göß                                                                           | Die Lambertikirche wurde urkundlich Mitte des 11. Jahrhunderts erwähnt, um 1300 und im Barock umgebaut, und schließlich 1797 profaniert. Danach teilweise abgebrochen und in ein Wohnhaus umgewandelt. | BDA-Hist.: Q37974838 Status: Bescheid Stand der BDA-Liste: 2025-06-30 Name: Sog. Lambertikirche GstNr.: .25/1 |
| ja    | Datei hochladen | Ehem. Stiftstaverne HERIS-ID: 51995 Objekt-ID: 57852                                                               | Gösser Straße 73 Standort KG: Göß                                                                           | | BDA-Hist.: Q38048494 Status: § 2a Stand der BDA-Liste: 2025-06-30 Name: Ehem. Stiftstaverne GstNr.: .35/1 |
| ja    | Datei hochladen | Herrenhaus-Anlage Thalhof HERIS-ID: 59710 Objekt-ID: 71245                                                         | Kaltenbrunner Straße 51, 53, 55 Standort KG: Göß                                                            | Das Herrenhaus mit Rundturm und einem Wirtschaftsgebäude stammt im Kern aus dem 16. Jahrhundert, die Fassade aus dem 18. Jahrhundert. | BDA-Hist.: Q2243698 Status: Bescheid Stand der BDA-Liste: 2025-06-30 Name: Herrenhaus-Anlage Talhof GstNr.: .73/2,.73/3 Schloss Thalhof, Leoben |
| ja    | Datei hochladen | Flur-/Wegkapelle Maria Kaltenbrunn HERIS-ID: 72794 Objekt-ID: 86069                                                | bei Kaltenbrunner Straße 140 Standort KG: Göß                                                               | Die Kapelle Maria Kaltenbrunn liegt im Gößgraben und wurde 1832/33 in neugotischem Stil erbaut, 1873 nach einem Plan von Johann Graus und August Ortwein erneuert und mit hölzernen Anbauten versehen. Mehrmals restauriert. Am Altar befindet sich eine gotische Statue Maria mit Kind aus dem 3. Viertel des 15. Jahrhunderts. | BDA-Hist.: Q38131433 Status: § 2a Stand der BDA-Liste: 2025-06-30 Name: Flur-/Wegkapelle Maria Kaltenbrunn GstNr.: .68/2 Chapel Maria Kaltenbrunn, Göß |
| ja    | Datei hochladen | Anlage ehem. Benediktinerinnenkloster Göß HERIS-ID: 73012 Objekt-ID: 86294seit 2019                                | Stift 1 Standort KG: Göß                                                                                    | Das Stift Göss ist ein 1004 gegründeter Klosterkomplex. Er besteht aus dem eigentlichen Stiftsgebäude, dessen heutiges Aussehen auf das Frühbarock zurückgeht und das von einem Uhrturm überragt wird, der spätgotischen Stiftskirche mit der baulich verbundenen Michaelskapelle, die bedeutende frühgotische Fresken aufweist, der ehemaligen Pfarrkirche, von der nur mehr der Turm erhalten ist, sowie mehreren Nebengebäuden. Anmerkung: Das Objekt entstand 2019 durch die Vereinigung mehrerer Einzelobjekte, siehe ehemalige Denkmäler | BDA-Hist.: Q872248 Status: Bescheid Stand der BDA-Liste: 2025-06-30 Name: Anlage ehem. Benediktinerinnenkloster Göß GstNr.: .1/1, .1/2, .1/3, .1/4, .1/5, .1/6, .1/7, .5/1, .8, 24, 26, .221, 32/2, 34, 35, 37, 39, 40, 571, .2, 32/1, .3/1, .3/2, .4, 567, 568 Stift Göss |
| ja    | Datei hochladen | Bildstock HERIS-ID: 73007 Objekt-ID: 86289                                                                         | Turmgasse Standort KG: Göß                                                                                  | | BDA-Hist.: Q38131642 Status: § 2a Stand der BDA-Liste: 2025-06-30 Name: Bildstock GstNr.: 522 |
| ja    | Datei hochladen | Ehem. Postgebäude HERIS-ID: 73292 Objekt-ID: 86579                                                                 | Turmgasse 5 Standort KG: Göß                                                                                | | BDA-Hist.: Q38132354 Status: § 2a Stand der BDA-Liste: 2025-06-30 Name: Ehem. Postgebäude GstNr.: 471/4 |
| ja    | Datei hochladen | Kath. Filialkirche hl. Erhard und Friedhof HERIS-ID: 72776 Objekt-ID: 86051                                        | Turmgasse 65 Standort KG: Göß                                                                               | Die Filialkirche wurde 1256 urkundlich erwähnt und fungiert seit 1535 auch als Friedhofskirche. Der Bau ist im Kern romanisch, um 1300 wurde der Chor nach Osten verlängert, weitere Veränderungen fanden im Barock statt. An den Chorwänden wurde bei einer Renovierung 1976 ein bemerkenswerter frühgotischer Freskenzyklus aus dem 1. Drittel des 14. Jahrhunderts freigelegt. Die um 1735 eingezogenen Decken im Langhaus und Chor zeigen Laub-, Bandl- und Gitterwerkstuck von Giovanni Bistoli. | BDA-Hist.: Q38131414 Status: § 2a Stand der BDA-Liste: 2025-06-30 Name: Kath. Filialkirche hl. Erhard und Friedhof GstNr.: .140, 524, .141 Erhardikirche Leoben |
| ja    | Datei hochladen | Ehem. Altersheim HERIS-ID: 72679 Objekt-ID: 85952                                                                  | Turmgasse 67 (Bürogebäude Altbau) Standort KG: Göß                                                          | | BDA-Hist.: Q38131127 Status: § 2a Stand der BDA-Liste: 2025-06-30 Name: Ehem. Altersheim GstNr.: 529/3 Ehemaliges Altersheim Leoben Göß |
| BW    | Datei hochladen | Prähistorische Siedlung Häuselberg HERIS-ID: 87044 Objekt-ID: 101422                                               | Häuselberg Standort KG: Leitendorf                                                                          | | BDA-Hist.: Q37718289 Status: § 2a Stand der BDA-Liste: 2025-06-30 Name: Prähistorische Siedlung Häuselberg GstNr.: 147/1, 392 |
| BW    | Datei hochladen | Prähistorische Siedlung am Häuselberg HERIS-ID: 98800 Objekt-ID: 114784                                            | Häuselberg Standort KG: Leitendorf                                                                          | | BDA-Hist.: Q37772754 Status: Bescheid Stand der BDA-Liste: 2025-06-30 Name: Prähistorische Siedlung am Häuselberg GstNr.: 143 |
| ja    | Datei hochladen | Volksschule Leoben-Leitendorf HERIS-ID: 244310seit 2022                                                            | Fröbelgasse 3 Standort KG: Leitendorf                                                                       | Die 1952/53 erbaute Schule entspricht dem Typ einer Gangschule, bei dem die meisten relevanten Räume entlang eines Ganges liegen. Vom schmalen, dreigeschoßigen Haupttrakt gehen zwei Nebentrakte weg. Nachdem 2023 Pläne zur Sanierung und Erweiterung des Komplexes zu einem neuen Schulzentrum mit zwei Schulen präsentiert worden waren, übersiedelten die Schüler im Herbst 2024 in ihr Ersatzquartier in die Volksschule Göss, woraufhin mit ersten Demontagearbeiten im Gebäudeinneren begonnen wurde. Der Baustart für das Bildungszentrum wurde für Anfang 2025 datiert. | BDA-Hist.: Q112944022 Status: Bescheid Stand der BDA-Liste: 2025-06-30 Name: Volksschule Leoben-Leitendorf GstNr.: 53/7 |
| ja    | Datei hochladen | Kath. Pfarrkirche hl. Schutzengel und Pfarrhof, Hinterberg HERIS-ID: 72610 Objekt-ID: 85862                        | Hinterbergstraße 23 Standort KG: Leitendorf                                                                 | Die Kirche wurde 1967 und Pfarrhof und Pfarrheim 1971 nach Plänen von Ferdinand Schuster erbaut. | BDA-Hist.: Q38130887 Status: § 2a Stand der BDA-Liste: 2025-06-30 Name: Kath. Pfarrkirche hl. Schutzengel und Pfarrhof, Hinterberg GstNr.: 224/10 Pfarrkirche Leoben-Hinterberg                                                                                            |
| ja    | Datei hochladen | Bürgerhaus HERIS-ID: 37261 Objekt-ID: 36354                                                                        | Am Glacis 28 Standort KG: Leoben                                                                            | Es handelt sich um die hinteren Trakte des Hauses Krottendorfstraße 3, die im mittleren 19. Jahrhundert ausgebaut wurden. Anmerkung: Der Dehio behandelt die beiden Adressen als Einheit, was aus dem auf S. 252 abgedruckten Stadtplan hervorgeht, wo an dieser Stelle eine rechteckige Fläche zwischen Krottendorfgasse und Am Glacis hervorgehoben ist. | BDA-Hist.: Q37974742 Status: Bescheid Stand der BDA-Liste: 2025-06-30 Name: Bürgerhaus GstNr.: .79/2 |
| ja    | Datei hochladen | Bürgerhaus HERIS-ID: 37259 Objekt-ID: 36352                                                                        | Dominikanergasse 1 Standort KG: Leoben                                                                      | Das Haus stammt im Kern aus dem 16. Jahrhundert. Die Fassade weist einen durch ein Gesims abgesetzten Schopfwalmgiebel und ein abgefastes Rundbogenportal auf. Im Innenhof befinden sich Säulenarkaden über drei Seiten, die im Erdgeschoß spitzbogig und im Obergeschoß rundbogig sind. | BDA-Hist.: Q37974722 Status: Bescheid Stand der BDA-Liste: 2025-06-30 Name: Bürgerhaus GstNr.: 30 |
| ja    | Datei hochladen | Denkmäler im Postpark HERIS-ID: 70867 Objekt-ID: 84008                                                             | Erzherzog Johann-Straße Standort KG: Leoben                                                                 | Der Peter-Tunner-Park erhielt seinen Namen vom dort aufgestellten Peter-Tunner-Denkmal, das 1904 vom österreichischen Bildhauer Karl Hackstock geschaffen wurde. Daneben befinden sich im Park auch noch eine Büste von Erzherzog Johann (1982 vom steirischen Bildhauer Erwin Huber geschaffen), eine Büste des steirischen Dichters Peter Rosegger (1993 in Erinnerung an dessen 150. Geburtstag gestaltet) und ein Gedenkstein zum 60-jährigen Regierungsjubiläum von Kaiser Franz Joseph. | BDA-Hist.: Q38126204 Status: § 2a Stand der BDA-Liste: 2025-06-30 Name: Denkmäler im Postpark GstNr.: 19/1, .254 Sculptures in Postpark, Leoben |
| ja    | Datei hochladen | Volks- und Hauptschule HERIS-ID: 75756 Objekt-ID: 89261                                                            | Erzherzog Johann-Straße 1 Standort KG: Leoben                                                               | Die Volks- und Hauptschule wurde 1904/05 im Auftrag der Stadtgemeinde Leoben errichtet. sie bildet einen Eckpunkt des nach 1889 planmäßig angelegten Stadtwerweiterungsgebietes Josefee. | BDA-Hist.: Q38140009 Status: Bescheid Stand der BDA-Liste: 2025-06-30 Name: Volks- und Hauptschule GstNr.: 16/3 Volksschule Leoben-Stadt |
| ja    | Datei hochladen | Neues Rathaus HERIS-ID: 73299 Objekt-ID: 86586                                                                     | Erzherzog Johann-Straße 2 Standort KG: Leoben                                                               | Das neue Rathaus wurde 1964 bis 1973 nach einem Plan von Kurt Thornton erbaut. In der Nähe zum Rathaus die Bronzestatue Ruhender Fischer von Heinz Leinfellner aus dem Jahre 1964 und die stehende Marmorfigur Christina von Otto Eder aus dem Jahre 1971/72. | BDA-Hist.: Q38132393 Status: § 2a Stand der BDA-Liste: 2025-06-30 Name: Neues Rathaus GstNr.: .140/2 Neues Rathaus Leoben |
| ja    | Datei hochladen | Montanuniversität, Rohstoff- und Werkstoffzentrum, ehem. Landesgericht HERIS-ID: 75757 Objekt-ID: 89262            | Erzherzog Johann-Straße 3 Standort KG: Leoben                                                               | Gerichtsgebäude und Finanzamt stammen von Eduard Praschag aus den Jahren 1955–1961. Durch die Anordnung der Bauten ist ein kleiner Vorplatz entstanden; dieser wurde zuletzt im Herbst 2024 erneuert. Früher im selben Jahr wurde auch die aus dem Baujahr des Gebäudes stammende Eingangstreppe abgerissen und durch eine neue ersetzt. | BDA-Hist.: Q38140021 Status: Bescheid Stand der BDA-Liste: 2025-06-30 Name: Montanuniversität, Rohstoff- u. Werkstoffzentrum, ehem. Landesgericht GstNr.: .322 RWZ Leoben, ehemaliges Landesgericht                                                                        |
| ja    | Datei hochladen | Finanzamt HERIS-ID: 75758 Objekt-ID: 89263                                                                         | Erzherzog Johann-Straße 5 Standort KG: Leoben                                                               | Gerichtsgebäude und Finanzamt stammen von Eduard Praschag aus den Jahren 1955–1961. Durch die Anordnung der Bauten ist ein kleiner Vorplatz entstanden; dieser wurde zuletzt im Herbst 2024 erneuert. | BDA-Hist.: Q38140033 Status: Bescheid Stand der BDA-Liste: 2025-06-30 Name: Finanzamt GstNr.: .337 |
| ja    | Datei hochladen | Kremplhof HERIS-ID: 37288 Objekt-ID: 36383                                                                         | Erzherzog Johann-Straße 7, 9, 11 Peter-Tunner-Straße 7 Standort KG: Leoben                                  | Der markante Miethauskomplex mit überkuppeltem Eckrisalit ist eine der größeren Strukturen im nach 1889 planmäßig entstandenen Stadterweiterungsgebiet Josefee. Er wurde ab 1897 nach Plänen von Josef Hötzl errichtet, Bauherr war der Fabrikant Ludwig Krempl, der auch das erste Elektrizitätswerk der Stadt errichtete. | BDA-Hist.: Q37974817 Status: Bescheid Stand der BDA-Liste: 2025-06-30 Name: Kremplhof GstNr.: .199/1, .199/2, .210 Kremplhof, Leoben |
| ja    | Datei hochladen | Miethaus HERIS-ID: 75819 Objekt-ID: 89325                                                                          | Erzherzog Johann-Straße 15 Standort KG: Leoben                                                              | Neorenaissance-Gebäude im nach 1889 planmäßig entstandenen Stadterweiterungsgebiet Josefee | BDA-Hist.: Q38140760 Status: Bescheid Stand der BDA-Liste: 2025-06-30 Name: Miethaus GstNr.: .171 |
| ja    | Datei hochladen | Miethaus HERIS-ID: 51630 Objekt-ID: 57324                                                                          | Franz Josef-Straße 2a Standort KG: Leoben                                                                   | Neorenaissance-Gebäude im nach 1889 planmäßig entstandenen Stadterweiterungsgebiet Josefee | BDA-Hist.: Q38046500 Status: Bescheid Stand der BDA-Liste: 2025-06-30 Name: Miethaus GstNr.: .177 |
| ja    | Datei hochladen | Miethaus HERIS-ID: 75770 Objekt-ID: 89276                                                                          | Franz Josef-Straße 3 Standort KG: Leoben                                                                    | Neorenaissance-Gebäude im nach 1889 planmäßig entstandenen Stadterweiterungsgebiet Josefee | BDA-Hist.: Q38140181 Status: Bescheid Stand der BDA-Liste: 2025-06-30 Name: Miethaus GstNr.: .175 |
| ja    | Datei hochladen | Miethaus HERIS-ID: 75771 Objekt-ID: 89277                                                                          | Franz Josef-Straße 4 Standort KG: Leoben                                                                    | Neorenaissance-Gebäude im nach 1889 planmäßig entstandenen Stadterweiterungsgebiet Josefee | BDA-Hist.: Q38140195 Status: Bescheid Stand der BDA-Liste: 2025-06-30 Name: Miethaus GstNr.: .180 |
| ja    | Datei hochladen | Miethaus HERIS-ID: 75772 Objekt-ID: 89278                                                                          | Franz Josef-Straße 5 Standort KG: Leoben                                                                    | Neorenaissance-Gebäude im nach 1889 planmäßig entstandenen Stadterweiterungsgebiet Josefee | BDA-Hist.: Q38140208 Status: Bescheid Stand der BDA-Liste: 2025-06-30 Name: Miethaus GstNr.: 15/10 |
| ja    | Datei hochladen | Miethaus HERIS-ID: 75773 Objekt-ID: 89279                                                                          | Franz Josef-Straße 6 Standort KG: Leoben                                                                    | Neorenaissance-Gebäude im nach 1889 planmäßig entstandenen Stadterweiterungsgebiet Josefee | BDA-Hist.: Q38140221 Status: Bescheid Stand der BDA-Liste: 2025-06-30 Name: Miethaus GstNr.: .178 |
| ja    | Datei hochladen | Wohn- und Geschäftshaus HERIS-ID: 75782 Objekt-ID: 89288                                                           | Franz Josef-Straße 7 Standort KG: Leoben                                                                    | Neorenaissance-Gebäude im nach 1889 planmäßig entstandenen Stadterweiterungsgebiet Josefee, mit überhöhtem Eckerker | BDA-Hist.: Q38140299 Status: Bescheid Stand der BDA-Liste: 2025-06-30 Name: Wohn- und Geschäftshaus GstNr.: .185 |
| ja    | Datei hochladen | Miethaus HERIS-ID: 75786 Objekt-ID: 89292                                                                          | Franz Josef-Straße 8 Standort KG: Leoben                                                                    | Neorenaissance-Gebäude im nach 1889 planmäßig entstandenen Stadterweiterungsgebiet Josefee, mit überhöhtem Eckerker | BDA-Hist.: Q38140352 Status: Bescheid Stand der BDA-Liste: 2025-06-30 Name: Miethaus GstNr.: .192, .183 |
| ja    | Datei hochladen | Wohnhaus, ehem. Hotel Baumann HERIS-ID: 75787 Objekt-ID: 89293                                                     | Franz Josef-Straße 10 Standort KG: Leoben                                                                   | Das ehemalige Hotel ist eine der größeren Strukturen im nach 1889 planmäßig entstandenen Stadterweiterungsgebiet Josefee. Die Front nimmt fast den ganzen Häuserblock ein und ist durch die überhöhten Eckrisalite hervorgehoben. | BDA-Hist.: Q38140366 Status: Bescheid Stand der BDA-Liste: 2025-06-30 Name: Wohnhaus, ehem. Hotel Baumann GstNr.: .184/1 Ehemaliges Hotel Baumann, Leoben |
| ja    | Datei hochladen | Miethaus HERIS-ID: 75788 Objekt-ID: 89294                                                                          | Franz Josef-Straße 11 Standort KG: Leoben                                                                   | Neorenaissance-Gebäude im nach 1889 planmäßig entstandenen Stadterweiterungsgebiet Josefee | BDA-Hist.: Q38140379 Status: Bescheid Stand der BDA-Liste: 2025-06-30 Name: Miethaus GstNr.: .191 |
| ja    | Datei hochladen | Miethaus HERIS-ID: 75789 Objekt-ID: 89295                                                                          | Franz Josef-Straße 14 Standort KG: Leoben                                                                   | Neorenaissance-Gebäude im nach 1889 planmäßig entstandenen Stadterweiterungsgebiet Josefee | BDA-Hist.: Q38140392 Status: Bescheid Stand der BDA-Liste: 2025-06-30 Name: Miethaus GstNr.: .198 |
| ja    | Datei hochladen | Miethaus HERIS-ID: 75790 Objekt-ID: 89296                                                                          | Franz Josef-Straße 15 Standort KG: Leoben                                                                   | Neorenaissance-Gebäude im nach 1889 planmäßig entstandenen Stadterweiterungsgebiet Josefee | BDA-Hist.: Q38140404 Status: Bescheid Stand der BDA-Liste: 2025-06-30 Name: Miethaus GstNr.: .202 |
| ja    | Datei hochladen | Miethaus HERIS-ID: 75759 Objekt-ID: 89264                                                                          | Franz Josef-Straße 17 Standort KG: Leoben                                                                   | Neorenaissance-Gebäude im nach 1889 planmäßig entstandenen Stadterweiterungsgebiet Josefee | BDA-Hist.: Q38140047 Status: Bescheid Stand der BDA-Liste: 2025-06-30 Name: Miethaus GstNr.: 15/22 |
| ja    | Datei hochladen | Montanuniversität HERIS-ID: 51631 Objekt-ID: 57328                                                                 | Franz Josef-Straße 18 Standort KG: Leoben                                                                   | Die Montanuniversität Leoben ging aus der k.k. Montanlehranstalt hervor, die im Jahre 1835 von Erzherzog Johann begründet und 1840 in Vordernberg eröffnet wurde. 1849 wurde sie nach Leoben verlegt. Das neobarocke „alte Gebäude“ der Montanuniversität an der angegebenen Adresse wurde im Herbst 1910 in Betrieb genommen. | BDA-Hist.: Q66085190 Status: Bescheid Stand der BDA-Liste: 2025-06-30 Name: Montanuniversität GstNr.: .226 Montanuniversität Leoben - main building |
| ja    | Datei hochladen | Wohn- und Geschäftshaus HERIS-ID: 75791 Objekt-ID: 89297                                                           | Franz Josef-Straße 19 Standort KG: Leoben                                                                   | Neorenaissance-Gebäude im nach 1889 planmäßig entstandenen Stadterweiterungsgebiet Josefee | BDA-Hist.: Q38140416 Status: Bescheid Stand der BDA-Liste: 2025-06-30 Name: Wohn- und Geschäftshaus GstNr.: .197 |
| ja    | Datei hochladen | Wohn- und Geschäftshaus HERIS-ID: 75792 Objekt-ID: 89298                                                           | Franz Josef-Straße 21 Standort KG: Leoben                                                                   | Neorenaissance-Gebäude im nach 1889 planmäßig entstandenen Stadterweiterungsgebiet Josefee | BDA-Hist.: Q38140427 Status: Bescheid Stand der BDA-Liste: 2025-06-30 Name: Wohn- und Geschäftshaus GstNr.: .207 |
| ja    | Datei hochladen | Wohn- und Geschäftshaus HERIS-ID: 75793 Objekt-ID: 89299                                                           | Franz Josef-Straße 23 Standort KG: Leoben                                                                   | Neorenaissance-Gebäude im nach 1889 planmäßig entstandenen Stadterweiterungsgebiet Josefee | BDA-Hist.: Q38140439 Status: Bescheid Stand der BDA-Liste: 2025-06-30 Name: Wohn- und Geschäftshaus GstNr.: .206/1 |
| ja    | Datei hochladen | Wohnhaus HERIS-ID: 75794 Objekt-ID: 89300                                                                          | Franz Josef-Straße 25 Standort KG: Leoben                                                                   | Neorenaissance-Gebäude im nach 1889 planmäßig entstandenen Stadterweiterungsgebiet Josefee, mit erhöhtem Eckerker | BDA-Hist.: Q38140464 Status: Bescheid Stand der BDA-Liste: 2025-06-30 Name: Wohnhaus GstNr.: 15/41 |
| ja    | Datei hochladen | Mahnmal im Gärnerpark HERIS-ID: 75760 Objekt-ID: 89266                                                             | Gärnerpark Standort KG: Leoben                                                                              | Das Denkmal wurde von Wilhelm Gösser angefertigt und am 10. Juli 1947 enthüllt. Es erinnert an 120 ums Leben gekommene Leobner Widerstandskämpferinnen und Widerstandskämpfer. | BDA-Hist.: Q38140059 Status: Bescheid Stand der BDA-Liste: 2025-06-30 Name: Mahnmal im Gärnerpark GstNr.: 15/11 Mahnmal im Gärnerpark |
| ja    | Datei hochladen | Freimannsturm HERIS-ID: 37260 Objekt-ID: 36353                                                                     | Glacisgasse 4 Standort KG: Leoben                                                                           | Der Freimannsturm ist neben dem Schwammerlturm der zweite erhalten gebliebene Turm der ehemaligen Stadtbefestigung. Mit seinem mächtigen Zeltdach, dem Zahnschnittfries und den Schlüssellochscharten weist er den wehrhaften Charakter des ausgehenden Mittelalters kurz nach dem Türkensturm von 1480 auf. Der Name verweist auf den Scharfrichter oder auch »Freimann«, der hier im 18. und frühen 19. Jhdt. wohnte. | BDA-Hist.: Q37974732 Status: Bescheid Stand der BDA-Liste: 2025-06-30 Name: Freimannsturm GstNr.: .70 Freimannsturm |
| ja    | Datei hochladen | Pest-/Dreifaltigkeitssäule HERIS-ID: 70776 Objekt-ID: 83912                                                        | bei Hauptplatz 1 Standort KG: Leoben                                                                        | Die barocke Dreifaltigkeitssäule (Pestsäule) wurde 1717 von der Bürgerschaft als Dank für das Erlöschen der Pest errichtet. Der Skulpturenschmuck zeigt die Pestheiligen, Rochus, Sebastian, Florian, die Hl. Barbara und die Leobner Kirchenpatrone Jacobus major und Sankt Xavier sowie auf der Säule die Heilige Maria und eine Dreifaltigkeitsgruppe. Die Säule stammt von Johann Jacob Schoy. | BDA-Hist.: Q38125911 Status: § 2a Stand der BDA-Liste: 2025-06-30 Name: Pest-/Dreifaltigkeitssäule GstNr.: 81/47 Holy Trinity column, Leoben |
| ja    | Datei hochladen | Altes Rathaus, Kongresszentrum HERIS-ID: 51621 Objekt-ID: 57314                                                    | Hauptplatz 1 Standort KG: Leoben                                                                            | Das Alte Rathaus ist an dieser Stelle seit 1485 bezeugt. 1528 bis 1529 im Eigentum des Eisengewerken Wolf Wiener. 1568 wird der fünfseitige Eckturm errichtet. 1607 erwirbt die Stadt das Gebäude. 1646 Restaurierung nach dem Stadtbrand. Im 17. Jhdt. wurde das Haus vergrößert. Der historische Wappenfries entstand anlässlich eines Besuches Kaiser Karl VI. im Jahre 1728. 1820 wird der platzseitige Altan errichtet. 1931 erfolgt der Ausbau des Dachgeschoßes. Die Wappen der habsburgischen Kronländer wurden 1935 durch die Städtewappen aus der von der Steiermark abgetrennten Untersteiermark ergänzt. 1962 erfolgt eine Gesamtrenovierung. Bis 1973 diente es der städtischen Verwaltung. 1990 entstand hier ein Kongress-Zentrum. | BDA-Hist.: Q38046446 Status: § 2a Stand der BDA-Liste: 2025-06-30 Name: Altes Rathaus, Kongresszentrum GstNr.: .1 Altes Rathaus, Leoben |
| ja    | Datei hochladen | Bergmannsbrunnen HERIS-ID: 70777 Objekt-ID: 83913                                                                  | bei Hauptplatz 8 Standort KG: Leoben                                                                        | Der Bergmannsbrunnen (1799) steht am Südende des Leobner Hauptplatzes. Die Figur stellt einen Bergknappen in einem Maximilianischen Bergkittel dar. Hier findet als Brauchtum alljährlich die »Philistrierung« der neu graduierten Absolventen der Montanuniversität Leoben mit einem »Kuss der Statue« statt. | BDA-Hist.: Q38125923 Status: § 2a Stand der BDA-Liste: 2025-06-30 Name: Bergmannsbrunnen GstNr.: 81/52 Bergmannsbrunnen (Leoben) |
| ja    | Datei hochladen | Hacklhaus HERIS-ID: 51622 Objekt-ID: 57315                                                                         | Hauptplatz 9 Standort KG: Leoben                                                                            | Das Hacklhaus am Hauptplatz weist die bedeutendste Barockfassade der Stadt auf. Das Gebäude mit drei Schopfwalmgiebeln trägt reichen Stuck aus der Zeit um 1660 als Fassadenzier. Dieser zeigt allegorischen Darstellungen der vier Jahreszeiten. Krieger und Girlanden und die christlichen Tugenden. Im Stiegenaufgang des Hauses haben sich Deckenmalereien mit Motiven aus Bergbau, Jagd und Hüttenwesen des berühmten obersteirischen Künstlers Johann Max Tendler erhalten. 1765 wohnte Kaiserin Maria Theresia im Hacklhaus, 1995 bis 1996 wurde das Haus saniert und revitalisiert. | BDA-Hist.: Q38046459 Status: § 2a Stand der BDA-Liste: 2025-06-30 Name: Hacklhaus GstNr.: .28 Hacklhaus, Leoben |
| ja    | Datei hochladen | Bürgerhaus Schwarzer Adler HERIS-ID: 37262 Objekt-ID: 36355                                                        | Hauptplatz 11 Standort KG: Leoben                                                                           | Die Gaststätte „Schwarzer Adler“ befindet sich in einem Haus mit zwei Scheingiebeln aus dem 16. Jahrhundert. Das Gebäude diente ursprünglich als Wohnhaus und war über Generationen im Besitz von Roheisenverlegern und Eisenhändlern. Besonders beeindruckend ist das Renaissanceportal mit Wappenreliefs der Gewerkenfamilien Donnersperger und Trapp. Der schöne Arkadenhof wurde in neuerer Zeit überdacht und wird als Saal verwendet. | BDA-Hist.: Q37974753 Status: Bescheid Stand der BDA-Liste: 2025-06-30 Name: Bürgerhaus Schwarzer Adler GstNr.: .26 Schwarzer Adler, Leoben |
| ja    | Datei hochladen | Schönowitzhaus HERIS-ID: 37263 Objekt-ID: 36356                                                                    | Hauptplatz 12 Standort KG: Leoben                                                                           | Das gotisches Stadthaus wurde im 16. und 17. Jahrhundert umgebaut. Es weist zwei abgesetzte Schopfwalmgiebel und einen originellen Eckerker auf zwei Säulen auf. Das Rundbogenportal und der tonnengewölbte Flur stammen aus dem 16. Jahrhundert, die Säulen- und Pfeilerarkaden im Hof aus dem 17. Es ist nach Moritz von Schönowitz benannt, einem ehemaligen Besitzer, der in den 1850ern Bürgermeister war. | BDA-Hist.: Q37974764 Status: Bescheid Stand der BDA-Liste: 2025-06-30 Name: Schönowitzhaus GstNr.: .25 Schönowitzhaus, Leoben |
| ja    | Datei hochladen | Engelsbrunnen HERIS-ID: 70781 Objekt-ID: 83917                                                                     | Hauptplatz 16a Standort KG: Leoben                                                                          | Am Nordende des Hauptplatzes befindet sich der Engelsbrunnen (1794), über dessen Becken die klassizistische Skulptur eines schwermütig blickenden Puttos steht, der einen Schild mit dem Leobener Stadtwappen hält. | BDA-Hist.: Q38125936 Status: § 2a Stand der BDA-Liste: 2025-06-30 Name: Engelsbrunnen GstNr.: 81/47 Engelsbrunnen (Leoben) |
| ja    | Datei hochladen | Ehem. Dominikanerkloster, Stadtmauer und Bodendenkmale HERIS-ID: 51619 Objekt-ID: 57312                            | Hauptplatz 19 Standort KG: Leoben                                                                           | Das Dominikanerkloster wurde 1280 gegründet und 1811 aufgehoben. Der Straßentrakt der vierflügeligen Anlage wurde 1670 bis 1683 neu errichtet. Von 1856 bis 2005 waren hier das Kreisgericht für den Bereich Obersteiermark und die Justizanstalt untergebracht. Vom ehemaligen Klostergebäude haben sich bis heute Teile des Kreuzganges und eine gotische Kapelle erhalten. Diese historisch bedeutenden und denkmalgeschützten Teile des Gebäudes wurden in das im Oktober 2007 eröffnete Einkaufszentrum LCS (Leobener City Shopping) integriert. | BDA-Hist.: Q38046431 Status: § 2a Stand der BDA-Liste: 2025-06-30 Name: Ehem. Dominikanerkloster, Stadtmauer und Bodendenkmale GstNr.: 105 Ehemaliges Dominikanerkloster, Leoben                                                                                           |
| ja    | Datei hochladen | Bürgerhaus HERIS-ID: 70792 Objekt-ID: 83929                                                                        | Hauptplatz 19 Standort KG: Leoben                                                                           | Das Haus stammt im Kern aus dem 16. Jahrhundert. Es hat zwei Schopfwalmdächer und eine spätbarocke Fassade mit Rundbogenportal. Es wurde 2007 in das Einkaufszentrum Leoben City Shopping einbezogen. | BDA-Hist.: Q38125966 Status: § 2a Stand der BDA-Liste: 2025-06-30 Name: Bürgerhaus GstNr.: 105 |
| ja    | Datei hochladen | Bürgerhaus HERIS-ID: 37264 Objekt-ID: 36357                                                                        | Hauptplatz 21 Standort KG: Leoben                                                                           | Das Gebäude stammt im Kern aus dem 16. Jahrhundert, die Fassade vermutlich aus dem 4. Viertel des 19. Jahrhunderts. Es ist seit 2007 Teil des Einkaufszentrums Leoben City Shopping. | BDA-Hist.: Q37974775 Status: Bescheid Stand der BDA-Liste: 2025-06-30 Name: Bürgerhaus GstNr.: 71 |
| ja    | Datei hochladen | Bürgerhaus HERIS-ID: 70796 Objekt-ID: 83933seit 2016                                                               | Hauptplatz 22 Standort KG: Leoben                                                                           | Das Haus späthistoristischer Fassade und polygonalem Eckerker stammt aus dem späten 19. Jahrhundert. | BDA-Hist.: Q38125986 Status: Bescheid Stand der BDA-Liste: 2025-06-30 Name: Bürgerhaus GstNr.: .15/1, .15/2 |
| ja    | Datei hochladen | Hotel Zum Mohren HERIS-ID: 70845 Objekt-ID: 83985                                                                  | Homanngasse 7, 9 / Straußgasse 13 Standort KG: Leoben                                                       | Der mitten in der Leobner Altstadt an der Ecke Homanngasse-Straußgasse gelegene Gebäudekomplex beherbergte lange Zeit das „Hotel zum Mohren“. Das Haus wurde im 15. Jahrhundert als bürgerliches Zeughaus genutzt. Es wurde 2010 generalsaniert, wobei 28 Mietwohnungen entstanden sind. | BDA-Hist.: Q38126141 Status: Bescheid Stand der BDA-Liste: 2025-06-30 Name: Hotel Zum Mohren GstNr.: .62/1, .62/3 Hotel zum Mohren, Leoben |
| ja    | Datei hochladen | Schwammerlturm, ehem. Mauttorturm HERIS-ID: 70897 Objekt-ID: 84040                                                 | Homanngasse 11 Standort KG: Leoben                                                                          | Der Schwammerlturm, ein Mautturm an der Mur, wurde 1512 erneuert und 1616 von Peter Carlone neu erbaut. Nach dem Erdbeben von 1794 wurde er mit einer Kuppel gedeckt. Er zeigt ein Sgraffito von August Raidl aus dem Jahre 1954. | BDA-Hist.: Q1123169 Status: § 2a Stand der BDA-Liste: 2025-06-30 Name: Schwammerlturm, ehem. Mauttorturm GstNr.: .146 Schwammerlturm, Leoben |
| ja    | Datei hochladen | Bürgerhaus HERIS-ID: 70838 Objekt-ID: 83978                                                                        | Homanngasse 14 Standort KG: Leoben                                                                          | Das Gebäude stammt im Kern aus dem frühen 16. Jahrhundert, die Fassade aus der zweiten Hälfte des 19. Jahrhunderts. Im Hof befinden sich an drei Seiten Säuelnarkaden. Anmerkung: Im Dehio unter der veralteten Adresse Kärntnerstraße 226 beschrieben | BDA-Hist.: Q38126102 Status: Bescheid Stand der BDA-Liste: 2025-06-30 Name: Bürgerhaus GstNr.: .56/1 |
| ja    | Datei hochladen | Bürgerhaus HERIS-ID: 70848 Objekt-ID: 83988                                                                        | Homanngasse 18 Standort KG: Leoben                                                                          | Das Gebäude stammt im Kern aus dem 16./17. Jahrhundert und weist einen Schopfwalmgiebel auf. Die Fassade stammt aus dem 18. Jahrhundert. Anmerkung: Im Dehio unter der veralteten Adresse Kärntnerstraße 230 beschrieben | BDA-Hist.: Q38126166 Status: Bescheid Stand der BDA-Liste: 2025-06-30 Name: Bürgerhaus GstNr.: .54 |
| ja    | Datei hochladen | Kammer für Arbeiter und Angestellte HERIS-ID: 75761 Objekt-ID: 89267                                               | Ignaz Buchmüller-Platz 2 Standort KG: Leoben                                                                | Das Gebäude in der charakteristischen Architektur der 1920er-Jahre wurde 1925 erbaut. | BDA-Hist.: Q38140070 Status: Bescheid Stand der BDA-Liste: 2025-06-30 Name: Kammer für Arbeiter und Angestellte GstNr.: .256 Ignaz-Buchmüller-Platz 2, Leoben |
| ja    | Datei hochladen | Evang. Pfarrkirche A.B., Gustav-Adolf-Kirche HERIS-ID: 75762 Objekt-ID: 89268                                      | Ignaz Buchmüller-Platz 3 Standort KG: Leoben                                                                | Die Gustav-Adolf-Kirche wurde 1908 bis 1909 nach Plänen von Clemens Kattner erbaut. Die Emporenkirche hat einen kreuzförmigen Grundriss und einen mächtigen Turm mit Spitzhelm im Südosten. Die figürlichen Glasfenster sind teilweise nach Entwürfen von Paul Scholz angefertigt und stammen aus der Entstehungszeit der Kirche, Glasfenster im Emporenbereich von Erwin Schneider aus den Jahren 1959 bis 1960. Die Orgel ist ein Werk der Firma E. F. Walcker & Cie. aus dem Jahre 1909. In der Kirche steht eine Büste Gustav Adolfs II. von Wilhelm Gösser. | BDA-Hist.: Q38140082 Status: Bescheid Stand der BDA-Liste: 2025-06-30 Name: Evang. Pfarrkirche A.B., Gustav-Adolf-Kirche GstNr.: .223 Gustav-Adolf-Kirche Leoben |
| ja    | Datei hochladen | Evang. Pfarrhaus mit Verbindungsgang und Einfriedung HERIS-ID: 75764 Objekt-ID: 89270                              | Jahnstraße 1 Standort KG: Leoben                                                                            | Der villenartige Pfarrhof wurde gemeinsam mit der Kirche 1908/09 von Clemens Kattner erbaut und ist nur über einen Arkadengang mit dieser verbunden. | BDA-Hist.: Q38140108 Status: Bescheid Stand der BDA-Liste: 2025-06-30 Name: Evang. Pfarrhaus mit Verbindungsgang und Einfriedung GstNr.: .222, 11/3 Gustav-Adolf-Kirche Leoben                                                                                             |
| ja    | Datei hochladen | Wappenstein HERIS-ID: 75765 Objekt-ID: 89271                                                                       | bei Jahnstraße 12 Standort KG: Leoben                                                                       | Der Wappenstein verweist auf den Josephshof, ein Gebäudekomplex, der im frühen 17. Jahrhundert als jesuitisches Pensionat erbaut und 1973 abgerissen wurde. Es stellt das Wappen des Jesuitenordens dar, das mit Bändern umgeben und von einem Puttokopf bekrönt ist. | BDA-Hist.: Q38140120 Status: Bescheid Stand der BDA-Liste: 2025-06-30 Name: Wappenstein GstNr.: .155/1 |
| ja    | Datei hochladen | Bürgerhaus HERIS-ID: 112419 Objekt-ID: 130598seit 2015                                                             | Josef Graf-Gasse 7 Standort KG: Leoben                                                                      | Das zweigeschoßige Bürgerhaus mit schrägstehendem Eckrisaliten ist nunmehr in das Einkaufszentrum Leoben City Shopping einbezogen. | BDA-Hist.: Q37830717 Status: Bescheid Stand der BDA-Liste: 2025-06-30 Name: Bürgerhaus GstNr.: 71 Josef-Graf-Gasse 7, Leoben |
| ja    | Datei hochladen | Miethaus HERIS-ID: 75795 Objekt-ID: 89301                                                                          | Kaiserfeldgasse 5 Standort KG: Leoben                                                                       | Neorenaissance-Gebäude im nach 1889 planmäßig entstandenen Stadterweiterungsgebiet Josefee | BDA-Hist.: Q38140478 Status: Bescheid Stand der BDA-Liste: 2025-06-30 Name: Miethaus GstNr.: .205 |
| ja    | Datei hochladen | Wohn- und Geschäftshaus HERIS-ID: 75796 Objekt-ID: 89302                                                           | Kaiserfeldgasse 8 Standort KG: Leoben                                                                       | Neorenaissance-Gebäude im nach 1889 planmäßig entstandenen Stadterweiterungsgebiet Josefee, mit überhöhtem Eckerker | BDA-Hist.: Q38140489 Status: Bescheid Stand der BDA-Liste: 2025-06-30 Name: Wohn- und Geschäftshaus GstNr.: .209 |
| ja    | Datei hochladen | Miethaus HERIS-ID: 75798 Objekt-ID: 89304                                                                          | Kaiserfeldgasse 10 Standort KG: Leoben                                                                      | Neorenaissance-Gebäude im nach 1889 planmäßig entstandenen Stadterweiterungsgebiet Josefee | BDA-Hist.: Q38140502 Status: Bescheid Stand der BDA-Liste: 2025-06-30 Name: Miethaus GstNr.: .211 |
| ja    | Datei hochladen | Miethaus HERIS-ID: 75799 Objekt-ID: 89305                                                                          | Kaiserfeldgasse 12 Standort KG: Leoben                                                                      | Neorenaissance-Gebäude im nach 1889 planmäßig entstandenen Stadterweiterungsgebiet Josefee | BDA-Hist.: Q38140514 Status: Bescheid Stand der BDA-Liste: 2025-06-30 Name: Miethaus GstNr.: .224 |
| ja    | Datei hochladen | Stadtmuseum und Kunsthaus Leoben mit ehem. Jesuitenkolleg und integr. Stadtmauer HERIS-ID: 37285 Objekt-ID: 36380  | Kirchgasse 6 Standort KG: Leoben                                                                            | Die Jesuiten wurden 1613 nach Leoben berufen und es wurde ihnen die Stadtburg zugewiesen, die von ihnen im 2. Viertel des 17. Jahrhunderts großzügig um- und ausgebaut wurde. Es ist seit 1965 nur mehr der Osttrakt vorhanden, der Trakt Richtung Mur wurde zugeunsten des Neuen Rathauses abgebrochen. Es wird nunmehr als Museumsgebäude verwendet. Die Erdgeschoßarkaden sind heute vermauert, die Fensterrahmung ist in feinem Perlstabstuck ausgeführt. Im tonnengewölbten Stiegenhaus befindet sich ein Fresko, das auf 1715 datiert wird. | BDA-Hist.: Q37974788 Status: § 2a Stand der BDA-Liste: 2025-06-30 Name: Stadtmuseum und Kunsthaus Leoben mit ehem. Jesuitenkolleg und integr. Stadtmauer GstNr.: .140/2 Stadtmuseum Leoben                                                                                 |
| ja    | Datei hochladen | Stadtpfarramt HERIS-ID: 70841 Objekt-ID: 83981                                                                     | Kirchplatz 1 Standort KG: Leoben                                                                            | Das frühhistoristische Gebäude wurde 1853 errichtet. | BDA-Hist.: Q38126119 Status: § 2a Stand der BDA-Liste: 2025-06-30 Name: Stadtpfarramt GstNr.: .137/2 |
| ja    | Datei hochladen | Stadtpfarrkirche hl. Franz Xaver HERIS-ID: 70840 Objekt-ID: 83980                                                  | Kirchplatz 4 Standort KG: Leoben                                                                            | Die ehemalige Jesuitenkirche fungiert seit 1811 als Stadtpfarrkirche. Die Kirche wurde 1660–1665 erbaut und überragt mit einer mächtigen Zweiturmfassade und der lisenengegliederten Front die Altstadt. Auch die frühbarocke Ausstattung stammt noch größtenteils aus der Bauzeit. | BDA-Hist.: Q1424082 Status: § 2a Stand der BDA-Liste: 2025-06-30 Name: Stadtpfarrkirche hl. Franz Xaver GstNr.: .138/1, .138/2 Sankt Xaver (Leoben) |
| ja    | Datei hochladen | Bürgerhaus HERIS-ID: 37286 Objekt-ID: 36381                                                                        | Krottendorfergasse 3 Standort KG: Leoben                                                                    | Das Gebäude stammt im Kern aus dem 16. Jahrhundert. Es hat eine dreigeschoßige, fünfachsige Fassade mit frühhistoristischen Fensterumrahmungen. Der Hof ist an drei Seiten mit zweigeschoßigen Rundbogenarkaden umgeben, die im Erdgeschoß auf kräftigen Rundpfeilern und im Obergeschoß auf Säulchen aufbauen. Die zwei Renaissanceportale stammen aus der 2. Hälfte des 16. Jahrhunderts. | BDA-Hist.: Q37974800 Status: Bescheid Stand der BDA-Liste: 2025-06-30 Name: Bürgerhaus GstNr.: .79/1 |
| ja    | Datei hochladen | Bürgerhaus HERIS-ID: 37287 Objekt-ID: 36382                                                                        | Krottendorfergasse 13 Standort KG: Leoben                                                                   | Der wahrscheinlich aus dem 18. Jahrhundert stammende Gebäudekomplex hat eine Seitenfassade Richtung Mur. | BDA-Hist.: Q37974807 Status: Bescheid Stand der BDA-Liste: 2025-06-30 Name: Bürgerhaus GstNr.: .68 |
| ja    | Datei hochladen | Bürgerhaus HERIS-ID: 70820 Objekt-ID: 83958seit 2015                                                               | Langgasse 6 Standort KG: Leoben                                                                             | Das zweigeschoßige Bürgerhaus mit Schopfwalmgiebel und Rundbogenportal hat eine Fassade aus der 2. Hälfte des 18. Jahrhunderts. Sie ist durch profilierte Gesimse gegliedert, die Fensterrahmungen sind rundbogig hochgezogen, in der Mitte befindet sich ein ovales Stuckrahmenfeld. | BDA-Hist.: Q38126033 Status: Bescheid Stand der BDA-Liste: 2025-06-30 Name: Bürgerhaus GstNr.: 71 |
| ja    | Datei hochladen | Ehem. Behelfskaserne und Stadtmauer HERIS-ID: 70821 Objekt-ID: 83959                                               | Langgasse 11 Standort KG: Leoben                                                                            | Das Gebäude mit breiter Front stammt aus dem 16. Jahrhundert. Es hat ein Rundbogenportal, das in eine weite Durchfahrt mit Stichkappentonnen führt. An der Südseite des Hofes befinden sich oberhalb des Erdgeschoßes Rundpfeilerarkaden. Anmerkung: Im Dehio unter der veralteten Adresse Kärntnerstraße 204 behandelt. | BDA-Hist.: Q38126043 Status: § 2a Stand der BDA-Liste: 2025-06-30 Name: Ehem. Behelfskaserne und Stadtmauer GstNr.: .106 |
| ja    | Datei hochladen | Ehem. Kaserne HERIS-ID: 70824 Objekt-ID: 83963                                                                     | Langgasse 21 Standort KG: Leoben                                                                            | Der Richtung Mur langgezogene Gebäudekomplex stammt im Kern aus dem 16./17. Jahrhundert, die frühhistoristische Fassade aus dem mittleren 19. Jahrhundert. Anmerkung: Im Dehio unter der veralteten Adresse Kärntnerstraße 194 erwähnt. | BDA-Hist.: Q38126074 Status: § 2a Stand der BDA-Liste: 2025-06-30 Name: Ehem. Kaserne GstNr.: .99 |
| ja    | Datei hochladen | Miethaus HERIS-ID: 75800 Objekt-ID: 89306                                                                          | Max Tendler-Straße 12 Standort KG: Leoben                                                                   | Neorenaissance-Gebäude im nach 1889 planmäßig entstandenen Stadterweiterungsgebiet Josefee | BDA-Hist.: Q38140526 Status: Bescheid Stand der BDA-Liste: 2025-06-30 Name: Miethaus GstNr.: .201 |
| ja    | Datei hochladen | Agrarbezirksbehörde HERIS-ID: 75766 Objekt-ID: 89272                                                               | Max Tendler-Straße 14 Standort KG: Leoben                                                                   | Neorenaissance-Gebäude im nach 1889 planmäßig entstandenen Stadterweiterungsgebiet Josefee | BDA-Hist.: Q38140131 Status: Bescheid Stand der BDA-Liste: 2025-06-30 Name: Agrarbezirksbehörde GstNr.: .157 |
| ja    | Datei hochladen | Miethaus HERIS-ID: 75801 Objekt-ID: 89307                                                                          | Max Tendler-Straße 15 Standort KG: Leoben                                                                   | Neorenaissance-Gebäude im nach 1889 planmäßig entstandenen Stadterweiterungsgebiet Josefee | BDA-Hist.: Q38140538 Status: Bescheid Stand der BDA-Liste: 2025-06-30 Name: Miethaus GstNr.: .200 Max-Tendler-Straße 15, Leoben |
| ja    | Datei hochladen | Miethaus HERIS-ID: 75802 Objekt-ID: 89308                                                                          | Max Tendler-Straße 16 Standort KG: Leoben                                                                   | Neorenaissance-Gebäude im nach 1889 planmäßig entstandenen Stadterweiterungsgebiet Josefee | BDA-Hist.: Q38140551 Status: Bescheid Stand der BDA-Liste: 2025-06-30 Name: Miethaus GstNr.: .190, .193 |
| ja    | Datei hochladen | Miethaus HERIS-ID: 75803 Objekt-ID: 89309                                                                          | Max Tendler-Straße 17 Standort KG: Leoben                                                                   | Neorenaissance-Gebäude im nach 1889 planmäßig entstandenen Stadterweiterungsgebiet Josefee | BDA-Hist.: Q38140563 Status: Bescheid Stand der BDA-Liste: 2025-06-30 Name: Miethaus GstNr.: .212 |
| ja    | Datei hochladen | Villa/Landhaus HERIS-ID: 75804 Objekt-ID: 89310                                                                    | Max Tendler-Straße 24 Standort KG: Leoben                                                                   | Die Villa Pfohl wurde 1927 von Christoph R. Ernst erbaut. Das Gebäude wurde in den 2010er Jahren generalsaniert. | BDA-Hist.: Q38140591 Status: Bescheid Stand der BDA-Liste: 2025-06-30 Name: Villa/Landhaus GstNr.: 9/2 Max-Tendler-Straße 24, Leoben |
| ja    | Datei hochladen | Villa/Landhaus HERIS-ID: 75806 Objekt-ID: 89312                                                                    | Max Tendler-Straße 26 Standort KG: Leoben                                                                   | Die Villa im Heimatstil stammt aus der Zeit um 1900. | BDA-Hist.: Q38140602 Status: Bescheid Stand der BDA-Liste: 2025-06-30 Name: Villa/Landhaus GstNr.: .230 |
| ja    | Datei hochladen | Villa/Landhaus Urban HERIS-ID: 75807 Objekt-ID: 89313                                                              | Max Tendler-Straße 28 Standort KG: Leoben                                                                   | Die Villa im nationalromantischen Stil stammt aus dem Jahr 1905 von Anton Gold. | BDA-Hist.: Q38140612 Status: Bescheid Stand der BDA-Liste: 2025-06-30 Name: Villa/Landhaus Urban GstNr.: .219 |
| ja BW | Datei hochladen | Bürgerhaus, ehem. Gasthaus und Stadtmauer HERIS-ID: 70886 Objekt-ID: 84029seit 2016                                | Mühltaler Straße 1 Standort KG: Leoben                                                                      | Das achtachsige Haus stammt im Kern aus dem 16./17. Jahrhundert, die Fassade aus dem mittleren 19. Jahrhundert. Anmerkung: Im Dehio unter der veralteten Adresse Kärntnerstraße 192 erwähnt. | BDA-Hist.: Q38126286 Status: Bescheid Stand der BDA-Liste: 2025-06-30 Name: Bürgerhaus, ehem. Gasthaus und Stadtmauer GstNr.: 60/2 |
| ja    | Datei hochladen | Miethaus HERIS-ID: 75808 Objekt-ID: 89314                                                                          | Parkstraße 3 Standort KG: Leoben                                                                            | Neorenaissance-Gebäude im nach 1889 planmäßig entstandenen Stadterweiterungsgebiet Josefee, mit überhöhtem Eckerker | BDA-Hist.: Q38140626 Status: Bescheid Stand der BDA-Liste: 2025-06-30 Name: Miethaus GstNr.: .186 |
| ja    | Datei hochladen | Villa/Landhaus HERIS-ID: 75810 Objekt-ID: 89316                                                                    | Parkstraße 7 Standort KG: Leoben                                                                            | Die späthistoristische Villa stammt aus der Zeit um 1900. | BDA-Hist.: Q38140639 Status: Bescheid Stand der BDA-Liste: 2025-06-30 Name: Villa/Landhaus GstNr.: .204 |
| ja    | Datei hochladen | Miethaus HERIS-ID: 75811 Objekt-ID: 89317                                                                          | Parkstraße 11 Standort KG: Leoben                                                                           | Neorenaissance-Gebäude im nach 1889 planmäßig entstandenen Stadterweiterungsgebiet Josefee | BDA-Hist.: Q38140650 Status: Bescheid Stand der BDA-Liste: 2025-06-30 Name: Miethaus GstNr.: .213 Parkstraße 11 (Leoben) |
| ja    | Datei hochladen | Ehem. Verwaltungsgebäude sowie Forschungs- und Rechenzentrum der VÖEST-ALPINE HERIS-ID: 75812 Objekt-ID: 89318     | Peter Tunner-Straße 15 Standort KG: Leoben                                                                  | Das Objekt besteht aus zwei Teilen: dem Verwaltungsgebäude aus dem Jahr 1929 und dem Rechenzentrum (heutiges Zentrum für Kunststofftechnik) von Günther Domenig und Eilfried Huth, das 1969–1974 erbaut wurde. Das Gebäude mit den drei kreuzförmig angehängten Trakten ist ein Demonstrativbau für die Erzeugnisse des Stahlkonzerns, auch die Fassade ist in Stahl ausgeführt. Es erhielt 1975 den Preis der europäischen Stahlkonvention. | BDA-Hist.: Q38140661 Status: Bescheid Stand der BDA-Liste: 2025-06-30 Name: Ehem. Verwaltungsgebäude sowie Forschungs- und Rechenzentrum der VÖEST-ALPINE GstNr.: 15/67 Peter-Tunner-Straße 15                                                                             |
| ja    | Datei hochladen | Miethaus HERIS-ID: 75813 Objekt-ID: 89319                                                                          | Peter Tunner-Straße 20 Standort KG: Leoben                                                                  | Neorenaissance-Gebäude im nach 1889 planmäßig entstandenen Stadterweiterungsgebiet Josefee | BDA-Hist.: Q38140674 Status: Bescheid Stand der BDA-Liste: 2025-06-30 Name: Miethaus GstNr.: .208/1, .208/2 |
| ja    | Datei hochladen | Miethaus HERIS-ID: 75768 Objekt-ID: 89274                                                                          | Peter Tunner-Straße 24, 26, 28 Standort KG: Leoben                                                          | | BDA-Hist.: Q38140156 Status: Bescheid Stand der BDA-Liste: 2025-06-30 Name: Miethaus GstNr.: .265, .266, .267 |
| ja    | Datei hochladen | Wohnhaus HERIS-ID: 75814 Objekt-ID: 89320                                                                          | Roseggerstraße 9 Standort KG: Leoben                                                                        | Das Zweifamilienhaus stammt von Raphael Meneghel aus dem Jahr 1922. | BDA-Hist.: Q38140698 Status: Bescheid Stand der BDA-Liste: 2025-06-30 Name: Wohnhaus GstNr.: 14/39 |
| ja    | Datei hochladen | Miethaus Koberhof HERIS-ID: 75815 Objekt-ID: 89321                                                                 | Roseggerstraße 15 Standort KG: Leoben                                                                       | Neorenaissance-Gebäude im nach 1889 planmäßig entstandenen Stadterweiterungsgebiet Josefee | BDA-Hist.: Q38140712 Status: Bescheid Stand der BDA-Liste: 2025-06-30 Name: Miethaus Koberhof GstNr.: .195 Miethaus Koberhof |
| ja    | Datei hochladen | Miethaus HERIS-ID: 75816 Objekt-ID: 89322                                                                          | Roseggerstraße 17 Standort KG: Leoben                                                                       | Neorenaissance-Gebäude im nach 1889 planmäßig entstandenen Stadterweiterungsgebiet Josefee | BDA-Hist.: Q38140725 Status: Bescheid Stand der BDA-Liste: 2025-06-30 Name: Miethaus GstNr.: .189 |
| ja    | Datei hochladen | Miethaus HERIS-ID: 75817 Objekt-ID: 89323                                                                          | Roseggerstraße 19 Standort KG: Leoben                                                                       | Neorenaissance-Gebäude im nach 1889 planmäßig entstandenen Stadterweiterungsgebiet Josefee | BDA-Hist.: Q38140737 Status: Bescheid Stand der BDA-Liste: 2025-06-30 Name: Miethaus GstNr.: .187, .188 |
| ja    | Datei hochladen | Miethaus HERIS-ID: 75818 Objekt-ID: 89324                                                                          | Roseggerstraße 23 Standort KG: Leoben                                                                       | Neorenaissance-Gebäude im nach 1889 planmäßig entstandenen Stadterweiterungsgebiet Josefee | BDA-Hist.: Q38140748 Status: Bescheid Stand der BDA-Liste: 2025-06-30 Name: Miethaus GstNr.: .203 |
| ja    | Datei hochladen | Miethaus HERIS-ID: 75769 Objekt-ID: 89275                                                                          | Roseggerstraße 25 Standort KG: Leoben                                                                       | Gebäude im nach 1889 planmäßig entstandenen Stadterweiterungsgebiet Josefee, weist als Besonderheit eine secessionistische Fassade auf | BDA-Hist.: Q38140169 Status: Bescheid Stand der BDA-Liste: 2025-06-30 Name: Miethaus GstNr.: .225 |
| ja    | Datei hochladen | Montanbehörde Süd HERIS-ID: 51627 Objekt-ID: 57321                                                                 | Straußgasse 1 Standort KG: Leoben                                                                           | Das im Kern aus dem 16. Jahrhundert stammende Haus mit Längsfassade zur Krottendorfgasse weist Putzgliederung auf: ein Kordongesimsband, Eckquaderung und Fensterfaschen mit Ohren. Das Portal mit Schmiedeeisen-Oberlichtgitter stammt aus der Zeit um 1730. | BDA-Hist.: Q38046470 Status: Bescheid Stand der BDA-Liste: 2025-06-30 Name: Montanbehörde Süd GstNr.: .67 |
| ja    | Datei hochladen | Stadttheater HERIS-ID: 51628 Objekt-ID: 57322                                                                      | Straußgasse 12 Standort KG: Leoben                                                                          | Das Leobener Stadttheater ist das älteste durchgehend bespielte Theater Österreichs. Es wurde 1791 als „Armeninstitutstheater“ gegründet und ist ab 1883 im Besitz der Stadtgemeinde. Es ist ein relativ kleines aber komplettes Theater und fasst 283 Sitzplätze und 105 Stehplätze. Das Haus ist ein klassizistischer, zweigeschoßiger Bau. Die am Portal angebrachten Kunsteisengußplastiken Bergmann und Hüttenmann verweisen auf die Grundlagen bürgerlichen Wohlstandes der Region im frühen 19. Jahrhundert. 1965 wurde der Zuschauerraum unter Verzicht auf ältere Dekorationselemente erneuert, sodass heute nur mehr die Stuckdecke an die Zeit des Historismus erinnert. Zahlreiche Gastspiele, jährliche Aufführung einer Operette in Eigenproduktion, Märchenabo vom Verein Junge Bühne. | BDA-Hist.: Q629251 Status: § 2a Stand der BDA-Liste: 2025-06-30 Name: Stadttheater GstNr.: .36 Stadttheater Leoben |
| ja    | Datei hochladen | Ehem. Montanuniversität und integr. Stadtmauer HERIS-ID: 51629 Objekt-ID: 57323                                    | Timmersdorfergasse 14 Standort KG: Leoben                                                                   | Das 1843 erbaute frühhistoristische Gebäude mit genutetem Erdgeschoß war 1849–1910 Sitz der Bergakademie (heutige Montanuniversität Leoben). | BDA-Hist.: Q38046488 Status: § 2a Stand der BDA-Liste: 2025-06-30 Name: Ehem. Montanuniversität und integr. Stadtmauer GstNr.: .135 |
| ja    | Datei hochladen | Waasenbrücke HERIS-ID: 70870 Objekt-ID: 84013                                                                      | Waasenstraße Standort KG: Leoben                                                                            | Die Gitter-Bogenbrücke wurde 1894/95 erbaut. Anmerkung: Die Waasenbrücke verbindet die Katastralgemeinden Leoben und Waasen über die Mur hinweg. | BDA-Hist.: Q38126223 Status: § 2a Stand der BDA-Liste: 2025-06-30 Name: Waasenbrücke GstNr.: 87/3, 89/2 Waasenbrücke, Leoben |
| ja    | Datei hochladen | Stadtmauer HERIS-ID: 85871 Objekt-ID: 100118                                                                       | Standort KG: Leoben                                                                                         | Ein an der Oberfläche sichtbarer Rest der nach der Stadtgründung 1261 angelegten Stadtbefestigung | BDA-Hist.: Q37712886 Status: § 2a Stand der BDA-Liste: 2025-06-30 Name: Stadtmauer GstNr.: 81/49, .168/1, 105 City walls of Leoben |
| ja    | Datei hochladen | Bildstock Dreihufeisenkreuz HERIS-ID: 70746 Objekt-ID: 83871                                                       | Schillerstraße 1 Standort KG: Mühltal                                                                       | Das Dreihufeisenkreuz ist ein steinerner Bildstock aus der Zeit um 1520 mit einer gewundenen Säule und einem Aufsatz mit Ecksäulchen. Das Dach geschwungen. | BDA-Hist.: Q38125798 Status: § 2a Stand der BDA-Liste: 2025-06-30 Name: Bildstock Dreihufeisenkreuz GstNr.: 423/2 Dreihufeisenkreuz, Leoben |
| ja    | Datei hochladen | Redemptoristenkirche und -kloster/Haus St. Alfons HERIS-ID: 70717 Objekt-ID: 83841                                 | Gösser Straße 15 Standort KG: Mühltal                                                                       | Die Kirche wurde von 1846 bis 1847 und das Kloster von 1847 bis 1848 nach den Plänen des Architekten Alois Haberkalt errichtet. Das Apsisgemälde malte der Maler Leopold Schultz (1860). Die Seitenaltäre zeigen die Bilder Immaculata und hl. Josef des Malers Leopold Till (1855) und tragen Skulpturen des Malers und Bildhauers Josef Veiter. Die Wandmalerei im Oratorium über der Sakristei malte Johann Max Tendler (1857). Die Kirche ist dem hl. Alfons von Liguori geweiht. | BDA-Hist.: Q2136209 Status: § 2a Stand der BDA-Liste: 2025-06-30 Name: Redemptoristenkirche und -kloster/Haus St. Alfons GstNr.: .14/1, 55/4 Klosterkirche St Alfons Leoben                                                                                                |
| ja    | Datei hochladen | Flur-/Wegkapelle Jakobikreuz HERIS-ID: 70693 Objekt-ID: 83817                                                      | Kärntner Straße Standort KG: Mühltal                                                                        | Das Jakobikreuz ist eine 1512 aus privaten Spenden von Leobener Bürgern errichtete Wegkapelle. Das Bauwerk wurde 1976 aufgrund von Platzbedarf für die daneben befindliche Durchzugsstraße versetzt. | BDA-Hist.: Q38125668 Status: § 2a Stand der BDA-Liste: 2025-06-30 Name: Flur-/Wegkapelle Jakobikreuz GstNr.: 62 Jakobikreuz Leoben |
| ja    | Datei hochladen | Friedhofstor mit flankierenden Bauten HERIS-ID: 70741 Objekt-ID: 83865                                             | Kärntner Straße 82, 84 Standort KG: Mühltal                                                                 | | BDA-Hist.: Q38125772 Status: § 2a Stand der BDA-Liste: 2025-06-30 Name: Friedhofstor mit flankierenden Bauten GstNr.: .148 Eingangstor Zentralfriedhof Leoben |
| ja    | Datei hochladen | Kath. Pfarrkirche Hl. Geist, Lerchenfeld HERIS-ID: 70754 Objekt-ID: 83879                                          | Karrergasse 10 Standort KG: Mühltal                                                                         | Die Kirche wurde 1977–1979 von Dieter Spielhofer und Josef Hinger erbaut. Sie besteht aus einem polygonalen Kirchenraum mit zwei stark abgeschrägten Ecken und einer flachen Apsis am Altar sowie einem freistehenden Glockenturm. | BDA-Hist.: Q38125817 Status: § 2a Stand der BDA-Liste: 2025-06-30 Name: Kath. Pfarrkirche Hl. Geist, Lerchenfeld GstNr.: 229/2 Pfarrkirche Leoben-Lerchenfeld |
| ja    | Datei hochladen | Jakobifriedhof mit Portal und Mauer HERIS-ID: 70696 Objekt-ID: 83820                                               | Maßenbergstraße 1 Standort KG: Mühltal                                                                      | Der Friedhof rund um St. Jakob weist ein barockes Friedhofstor mit Wappennischen und einer Figur des Auferstandenen hinter Schmiedeeisengitter auf. Auch das Friedhofskreuz ist barock. An der Mauer des Friedhofs befinden sich Grabsteine aus dem 18. und 19. Jahrhundert. | BDA-Hist.: Q38125676 Status: § 2a Stand der BDA-Liste: 2025-06-30 Name: Jakobifriedhof mit Portal und Mauer GstNr.: 60/1 Jakobifriedhof Leoben |
| ja    | Datei hochladen | Kath. Filialkirche hl. Jakob HERIS-ID: 70691 Objekt-ID: 83815                                                      | Maßenbergstraße 1 Standort KG: Mühltal                                                                      | Die im Kern romanische, später mehrmals umgebaute Kirche wurde 1188 erstmals erwähnt. Obwohl außerhalb der Mauern gelegen, fungierte sie bis 1811 als Stadtpfarrkirche. Das Langhaus weist ein vierjochiges flaches Tonnengewölbe mit Stichkappen, seit dem Umbau von 1609 sind von den gotischen Elementen nur die Dienste erhalten. Gotisch ist der Chor mit abgetreppten Strebepfeilern und 3/8-Schluss, der im Inneren allerdings auch 1771 barockisiert wurde. Reste eines Gnadenstuhl-Freskos aus dem 14. Jahrhundert sind vorhanden. Südlich des Chores wurde 1507/08 die ehemalige Katharinenkapelle angebaut, die nunmehr als Sakristei dient. Der Westturm mit Zwiebelhaube stammt in seiner heutigen Form aus den Jahren 1743–1745 und von Matthäus Koch. Die Innenausstattung stammt überwiegend aus der Zeit um 1772. An und in der Kirche befinden sich Grabsteine aus dem 16. bis 18. Jahrhundert. | BDA-Hist.: Q2318909 Status: § 2a Stand der BDA-Liste: 2025-06-30 Name: Kath. Filialkirche hl. Jakob GstNr.: .25 St. Jakob zu Leoben |
| ja    | Datei hochladen | Ehem. Wirtschaftsgebäude (Kaplanhäuschen) HERIS-ID: 70709 Objekt-ID: 83833                                         | Maßenbergstraße 11 Standort KG: Mühltal                                                                     | | BDA-Hist.: Q38125706 Status: § 2a Stand der BDA-Liste: 2025-06-30 Name: Ehem. Wirtschaftsgebäude (Kaplanhäuschen) GstNr.: .22 |
| ja    | Datei hochladen | Ruine Massenburg HERIS-ID: 70685 Objekt-ID: 83809                                                                  | Maßenbergstraße 38 Standort KG: Mühltal                                                                     | Ehemals stattliche Burganlage aus dem 13. Jahrhundert; Ausbau Mitte des 16. Jahrhunderts; 1820 mit Ausnahme des Torbaus und des Schüttkastens bis auf Mauer- und Fundamentreste abgetragen; 1937 Freilegung der Grundmauern; 1998/99 Generalsanierung der Ruine. Der Stätte wurde die Auszeichnung „Steirisches Wahrzeichen“ verliehen. | BDA-Hist.: Q1723349 Status: § 2a Stand der BDA-Liste: 2025-06-30 Name: Ruine Massenburg GstNr.: .135 Massenburg, Leoben |
| ja    | Datei hochladen | Eggenwaldsches Gartenhaus und Friedensdenkmal HERIS-ID: 70690 Objekt-ID: 83814                                     | Mühltaler Straße 26 Standort KG: Mühltal                                                                    | | BDA-Hist.: Q38125653 Status: § 2a Stand der BDA-Liste: 2025-06-30 Name: Eggenwald´sches Gartenhaus und Friedensdenkmal GstNr.: 41 |
| ja    | Datei hochladen | Ringofen, ehem. Ziegelei Dörfler HERIS-ID: 43608 Objekt-ID: 44244                                                  | Ostererweg 10 Standort KG: Mühltal                                                                          | | BDA-Hist.: Q38004249 Status: Bescheid Stand der BDA-Liste: 2025-06-30 Name: Ringofen, ehem. Ziegelei Dörfler GstNr.: .150/1 |
| ja    | Datei hochladen | Zeremonienhalle und Bestattungsbüro HERIS-ID: 73268 Objekt-ID: 86555                                               | Scheiterbodenstraße 1 Standort KG: Mühltal                                                                  | | BDA-Hist.: Q38132292 Status: § 2a Stand der BDA-Liste: 2025-06-30 Name: Zeremonienhalle und Bestattungsbüro GstNr.: 192/5 |
| ja    | Datei hochladen | Zentralfriedhof mit Kriegerdenkmal HERIS-ID: 85937 Objekt-ID: 100189                                               | Scheiterbodenstraße 1 Standort KG: Mühltal                                                                  | | BDA-Hist.: Q37713987 Status: § 2a Stand der BDA-Liste: 2025-06-30 Name: Zentralfriedhof mit Kriegerdenkmal GstNr.: 192/5 Zentralfriedhof Leoben |
| ja    | Datei hochladen | Musikpavillon HERIS-ID: 70688 Objekt-ID: 83812                                                                     | Stadtpark Standort KG: Mühltal                                                                              | Der Musikpavillon stammt aus dem Jahr 1967 von Josef Hinger. | BDA-Hist.: Q38125644 Status: § 2a Stand der BDA-Liste: 2025-06-30 Name: Musikpavillon GstNr.: 2/1 Musikpavillon Leoben |
| ja    | Datei hochladen | Arbeiter- /Angestelltenwohnhausanlage HERIS-ID: 73275 Objekt-ID: 86562                                             | Anzengrubergasse 16, 18, 20 Josef-Heißl-Straße 29, 31, 33, 35 Pichlmayergasse 9, 11, 13 Standort KG: Waasen | Die städtische Wohnhausanlage ist mit zwei Reliefs ausgestattet und wurde laut Inschrift 1955/56 errichtet. Anmerkung: Die Adressangabe des BDA lautet Anzengrubergasse 16, das Grundstück umfasst jedoch die ganze (auch baulich zusammenhängende) Anlage, eine Ausnahme bilden nur die freistehenden Geschäftsbauten im Vorfeld an der Josef-Heißl-Straße. | BDA-Hist.: Q38132329 Status: § 2a Stand der BDA-Liste: 2025-06-30 Name: Arbeiter- /Angestelltenwohnhausanlage GstNr.: 73/38 Wohnhausanlage Josef-Heißl-Straße 29-35 |
| ja    | Datei hochladen | Reihenhaussiedlung für Bergleute HERIS-ID: 46409 Objekt-ID: 48409                                                  | Ehrenheimweg 6-28 Standort KG: Waasen                                                                       | Die Siedlung mit zwei Einheiten diagonal gestellter Häuser wurde in den Jahren 1920/21 errichtet und ist in Fachwerk ausgeführt. | BDA-Hist.: Q38021267 Status: Bescheid Stand der BDA-Liste: 2025-06-30 Name: Reihenhaussiedlung für Bergleute GstNr.: .223, .220, .222, .221, .224, .225, .216, .217, .215, .219, 347/5, .218                                                                               |
| ja    | Datei hochladen | Wohnhaus HERIS-ID: 70580 Objekt-ID: 83701                                                                          | Mareckkai 6 Standort KG: Waasen                                                                             | | BDA-Hist.: Q38125462 Status: § 2a Stand der BDA-Liste: 2025-06-30 Name: Wohnhaus GstNr.: .157 |
| ja    | Datei hochladen | Villa Rechenhof HERIS-ID: 59182 Objekt-ID: 70222                                                                   | Mareckkai 42 Standort KG: Waasen                                                                            | | BDA-Hist.: Q38086218 Status: Bescheid Stand der BDA-Liste: 2025-06-30 Name: Villa Rechenhof GstNr.: .26/1 |
| ja    | Datei hochladen | Kath. Pfarrkirche Maria am Waasen HERIS-ID: 70550 Objekt-ID: 83670                                                 | Marienplatz 1 Standort KG: Waasen                                                                           | Die Pfarrkirche wurde erstmals 1149 genannt. Sie besteht aus einem spätgotischen Langhaus mit Netzrippengewölbe und einem um 1900 erbauten Turm. | BDA-Hist.: Q38125343 Status: § 2a Stand der BDA-Liste: 2025-06-30 Name: Kath. Pfarrkirche Maria am Waasen GstNr.: .53/1 Pfarrkirche Maria am Waasen, Leoben |
| ja    | Datei hochladen | Kindergarten Leoben-Stadt HERIS-ID: 73272 Objekt-ID: 86559                                                         | Moserhofstraße 4 Standort KG: Waasen                                                                        | Der Kindergarten wurde 1966/67 von Ferdinand Schuster erbaut. Er ist in vier Gruppenräume und zwei oktogonale Bewegungsräume unterteilt, die von einem zentralen Gang erschlossen werden. Das Äußere ist größtenteils in Sichtziegelstil gehalten. Er ist dem ungefähr gleichzeitig entstandenen Kindergarten Kapfenberg-Schirmitzbühel vom selben Architekten in der Grundkonzeption ähnlich. | BDA-Hist.: Q38132302 Status: § 2a Stand der BDA-Liste: 2025-06-30 Name: Kindergarten Leoben-Stadt GstNr.: .514 |
| ja    | Datei hochladen | Stele HERIS-ID: 73273 Objekt-ID: 86560                                                                             | bei Moserhofstraße 4 Standort KG: Waasen                                                                    | | BDA-Hist.: Q38132319 Status: § 2a Stand der BDA-Liste: 2025-06-30 Name: Stele GstNr.: .514 |
| BW    | Datei hochladen | Wandmalereien an den Nebengebäuden des ehem. Gasthauses Zum Felsenkeller HERIS-ID: 70895 Objekt-ID: 84038seit 2018 | Neudorfer Straße 12 Standort KG: Waasen                                                                     | An den Nebengebäuden der Gastwirtschaft befinden sich Grisaille-Malereien von Johann Max Tendler aus der Mitte des 19. Jahrhunderts. Sie stellen Balladen von Schiller dar, ein Giebelfresko ist eine vielfigurige Allegorie der Obersteiermark. | BDA-Hist.: Q105646526 Status: Bescheid Stand der BDA-Liste: 2025-06-30 Name: Wandmalereien an den Nebengebäuden des ehem. Gasthauses Zum Felsenkeller GstNr.: .103/2, .104/1                                                                                               |
| ja    | Datei hochladen | Sog. Ledererhaus HERIS-ID: 41836 Objekt-ID: 42407                                                                  | Vordernberger Straße 4a Standort KG: Waasen                                                                 | | BDA-Hist.: Q38002720 Status: Bescheid Stand der BDA-Liste: 2025-06-30 Name: Sog. Ledererhaus GstNr.: 15 |
| ja    | Datei hochladen | Waasenbrücke HERIS-ID: 85854 Objekt-ID: 100101                                                                     | Waasenstraße Standort KG: Waasen                                                                            | Die Gitter-Bogenbrücke wurde 1894/95 erbaut. Anmerkung: Die Waasenbrücke verbindet die Katastralgemeinden Leoben und Waasen über die Mur hinweg. | BDA-Hist.: Q37712779 Status: § 2a Stand der BDA-Liste: 2025-06-30 Name: Waasenbrücke GstNr.: 440/1, 432/1 Waasenbrücke, Leoben |
| ja    | Datei hochladen | Wohnhaus HERIS-ID: 73296 Objekt-ID: 86583                                                                          | Waasenstraße 1 Standort KG: Waasen                                                                          | | BDA-Hist.: Q38132375 Status: § 2a Stand der BDA-Liste: 2025-06-30 Name: Wohnhaus GstNr.: .18/4 Waasenstraße 1, Leoben |
| ja    | Datei hochladen | Ehem. Waasenfriedhof mit Umzäunung HERIS-ID: 70552 Objekt-ID: 83672                                                | Waasenstraße 27 Standort KG: Waasen                                                                         | In diesem Friedhof befinden sich einige Grabdenkmäler aus dem 18./19. Jahrhundert, auch in den Nischen der Ummauerung. In diese ist auch eine Marienkapelle aus der zweiten Hälfte des 17. Jahrhunderts mit gleichzeitiger Marienfigur eingefasst. | BDA-Hist.: Q38125354 Status: § 2a Stand der BDA-Liste: 2025-06-30 Name: Ehem. Waasenfriedhof mit Umzäunung GstNr.: 32 Waasenfriedhof |
| ja    | Datei hochladen | Alter Pfarrhof HERIS-ID: 70554 Objekt-ID: 83675                                                                    | Waasenstraße 29 Standort KG: Waasen                                                                         | Der alte Pfarrhof wurde im Jahre 1903 erbaut. | BDA-Hist.: Q38125375 Status: § 2a Stand der BDA-Liste: 2025-06-30 Name: Alter Pfarrhof GstNr.: .48/1 Alter Pfarrhof, Waasen, Leoben |

## Ehemalige Denkmäler
| Foto |                 | Denkmal                                                                        | Standort                                 | Beschreibung | Metadaten |
| ---- | --------------- | ------------------------------------------------------------------------------ | ---------------------------------------- | --- | --- |
| ja   | Datei hochladen | Städtische Handelsschule Objekt-ID: 86569bis 2015                              | Kerpelystraße 3 Standort KG: Donawitz    | | BDA-Hist.: Q106685751 Status: § 2a Stand der BDA-Liste: 2015-06-26 Name: Städtische Handelsschule GstNr.: 88/3                                                                               |
| BW   | Datei hochladen | Bad Donawitz Objekt-ID: 86464bis 2012                                          | Radmeistergasse 11 Standort KG: Donawitz | | BDA-Hist.: Q106685743 Status: § 2a Stand der BDA-Liste: 2012-06-06 Name: Bad Donawitz GstNr.: .412                                                                                           |
| ja   | Datei hochladen | Ehem. kath. Pfarrkirche hl. Andreas Objekt-ID: 86296bis 2019                   | Stift Standort KG: Göß                   | Heute besteht nur noch der Kirchturm der ehemaligen Pfarrkirche. Anmerkung: Seit 2020 unter Gesamtanlage ehem. Benediktinerinnenkloster Göß geschützt. | BDA-Hist.: Q38131674 Status: § 2a Stand der BDA-Liste: 2019-01-23 Name: Ehem. kath. Pfarrkirche hl. Andreas GstNr.: .3/1 Ehemalige Pfarrkirche hl. Andreas, Göß                              |
| ja   | Datei hochladen | Michaelskapelle Objekt-ID: 86297bis 2019                                       | Stift 8 Standort KG: Göß                 | Die baulich mit Stift und Stiftskirche verbundene Kapelle stammt aus dem 13. Jahrhundert, sie weist Fresken im frühgotischen Zackenstil auf. Anmerkung: Seit 2020 unter Gesamtanlage ehem. Benediktinerinnenkloster Göß geschützt. | BDA-Hist.: Q38131684 Status: § 2a Stand der BDA-Liste: 2019-01-23 Name: Michaelskapelle GstNr.: .4 Michaelskapelle, Stift Göss                                                               |
| ja   | Datei hochladen | Kath. Pfarrkirche hl. Andreas, ehem. Stiftskirche Göß Objekt-ID: 86295bis 2019 | Stift 8 Standort KG: Göß                 | Der ursprüngliche Kirchenbau vom Stift Göß war eine frühromanische dreischiffige Basilika mit einem Chorquadrat flankiert von zwei Türmen. Unter der halbrunden Apsis besteht eine Umgangskrypta. Die Kirche erlitt im 12. Jahrhundert und im Jahr 1336 Brände. 1338 stand ein gotischer Chor im Bau. Um 1510 bis 1522 wurde unter der Äbtissin Margaretha von Mindorf (1514–1523) das bestehende Langhaus spätgotisch erneuert und umgestaltet, als Baumeister wurde Christoph Leubmer, 1516 im Admonter Hüttenbuch eingetragen, angenommen. Anmerkung: Seit 2020 unter Gesamtanlage ehem. Benediktinerinnenkloster Göß geschützt. | BDA-Hist.: Q38131663 Status: § 2a Stand der BDA-Liste: 2019-01-23 Name: Kath. Pfarrkirche hl. Andreas, ehem. Stiftskirche Göß GstNr.: .4 Pfarrkirche hl. Andreas, ehemalige Stiftskirche Göß |
| ja   | Datei hochladen | Wohnhaus Objekt-ID: 86302bis 2019                                              | Turmgasse 2 Standort KG: Göß             | Anmerkung: Seit 2020 unter Gesamtanlage ehem. Benediktinerinnenkloster Göß geschützt. | BDA-Hist.: Q38131719 Status: § 2a Stand der BDA-Liste: 2019-01-23 Name: Wohnhaus GstNr.: .2                                                                                                  |
| ja   | Datei hochladen | Pfarrhof Objekt-ID: 86300bis 2019                                              | Turmgasse 4 Standort KG: Göß             | Anmerkung: Seit 2020 unter Gesamtanlage ehem. Benediktinerinnenkloster Göß geschützt. | BDA-Hist.: Q38131709 Status: § 2a Stand der BDA-Liste: 2019-01-23 Name: Pfarrhof GstNr.: .3/2                                                                                                |
| ja   | Datei hochladen | Ehem. Mesnerhaus Objekt-ID: 83835bis 2015                                      | Maßenbergstraße 9 Standort KG: Mühltal   | | BDA-Hist.: Q106685729 Status: § 2a Stand der BDA-Liste: 2015-06-26 Name: Ehem. Mesnerhaus GstNr.: .19/1                                                                                      |